# John Smyth
John Smyth, auch: John Smith, (* um 1566 in Surtun, Nottinghamshire; † 28. August (?) 1612 in Amsterdam, Niederlande) war ursprünglich ein anglikanischer Priester und gilt – neben Thomas Helwys – als einer der Gründungsväter der Baptisten.

## Anfänge
Über die Herkunft John Smyths ist wenig bekannt. Seine theologische Ausbildung absolvierte er am Christ’s College in Cambridge. 1594 wurde er als anglikanischer Geistlicher ordiniert und wirkte bis 1598 als Pädagoge. Prägend für seinen weiteren Lebensweg war zum einen die Begegnung mit der puritanischen Bewegung calvinistischer Prägung und zum anderen die Freundschaft zu seinem ehemaligen Tutor Francis Johnson, durch den Smyth die englischen Separatisten kennenlernte.

## Stadtprediger in Lincoln
Um 1600 wurde John Smyth zum Stadtprediger in Lincoln in der Grafschaft Lincolnshire berufen. Bereits 1602 geriet er wegen seiner puritanischen Lehre in Konflikt mit den kirchlichen Behörden, der schließlich zu seiner Entlassung führte. Unbeliebt gemacht hatte er sich vor allem durch eine öffentliche Stellungnahme zur Unmoral einflussreicher Bürger Lincolns. Separatist bzw. Baptist war John Smyth zum Zeitpunkt seiner Entlassung aus dem anglikanischen Kirchendienst noch nicht; im Gegenteil: Seine bis heute erhaltenen Predigten aus dieser Epoche zeigen ihn als einen Puritaner, der gegen jegliche Separation und gegen die später von ihm vertretene Gläubigentaufe eindeutig Stellung bezieht.

## Trennung von der anglikanischen Kirche
Zum Separatisten wurde John Smyth erst, nachdem der englische König James I. seine antipuritanischen Gesetze erlassen und sie 1606 auf der sogenannten Hampton Court Conference veröffentlicht hatte. Smyth schloss sich in Gainsborough in der Grafschaft Lincolnshire der separatistischen Bewegung an und wurde kurze Zeit später zu ihrem einflussreichsten Führer.
1608 wurde der politische Druck auf die junge Bewegung so stark, dass Smyth sich gezwungen sah, mit seinen Anhängern nach Amsterdam zu fliehen. Unter den Flüchtlingen war auch Thomas Helwys, der später die erste britische Baptistengemeinde gründete.

## In Amsterdam
Zu den anderen britischen Glaubensflüchtlingen, die in Amsterdam lebten und schon anderthalb Jahre vor Smyth hier um Asyl nachgesucht hatten, ging er alsbald auf Distanz. Als strenger Kongregationalist, zu dem er inzwischen geworden war, konnte er die organisatorischen Regeln und Ordnungen, die sich die bestehende Flüchtlingsgemeinde, die so genannte ancient church, gegeben hatte, nicht akzeptieren. Als Spiritualist, zu dem er sich ebenfalls zwischenzeitlich entwickelt hatte, lehnte er eine feste Gottesdienstordnung mit Lesungen und gemeinsamem Gesang ab mit der Begründung, sie blockiere das Wirken des Heiligen Geistes. 1609 – und hier kam es zum endgültigen Bruch mit der ancient church – führte Smyth die Gläubigentaufe ein.
Smyth hatte sich zunächst selbst getauft, weshalb ihm der Spottname Self-Baptist beigelegt wurde. Später geriet er darüber in Gewissensnot und wandte sich an die waterländischen Mennoniten mit der Bitte, ihn zu taufen. Dies wurde ihm auch gewährt. Unter dem Einfluss der mennonitischen Glaubensüberzeugungen fand Smyth zur Theologie der Täuferbewegung der Reformationszeit. Wie die Täufer des 16. Jahrhunderts, Thomas Helwys und Roger Williams vertrat Smyth vehement Glaubens- und Gewissensfreiheit (Religionsfreiheit). Dadurch nahmen diese Theologen Einfluss auf den etwas jüngeren John Locke und dessen Stellung zu religiöser Toleranz.
Das schriftstellerische Werk John Smyths ist umfangreich und belegt die permanenten Wandlungen der Smyth'schen Theologie. Aus dem anglikanischen Geistlichen wurde zunächst ein orthodoxer Puritaner, dann ein Kongregationalist strenger Prägung und Spiritualist. Sein Schriftstudium führte ihn zu heute als baptistisch bezeichneten Glaubensüberzeugungen und seine Kontakte zu den Amsterdamer Mennoniten machten ihn zu einem späten Nachfahren der Täufer.

## Nachwirkungen
Ein Teil der Flüchtlingsgemeinde verblieb auch nach dem Tod von John Smyth in Amsterdam und ging vollständig in der mennonitischen Bewegung auf. Eine andere Gruppe kehrte nach England zurück und schloss sich der inzwischen von Thomas Helwys dort gegründeten Baptistengemeinde an.